# Przedmieście (Uściszowice)
Przedmieście – część wsi Uściszowice w Polsce położona w województwie świętokrzyskim, w powiecie kazimierskim, w gminie Bejsce.
W latach 1975–1998 Przedmieście należało administracyjnie do województwa kieleckiego.